# Garner v. Louisiana
Garner v. Louisiana, 368 U.S. 157, est un arrêt rendu par la Cour suprême des États-Unis en 1961, durant le mouvement des droits civiques.
Le 11 décembre 1961, par une décision unanime, la Cour Suprême déclara qu'il était anticonstitutionnel, de la part de l'État de Louisiane, d'avoir condamné des militants pacifiques, lors de sit-in dans des restaurants, au nom du "trouble à l'ordre public" ("disturbing the peace").

## Origine
À Bâton Rouge (Louisiane), des étudiants afro-américains de la Southern University avaient pris place dans des emplacements réservés aux Blancs au Sitman's Drugstore. Malgré l'insistance du gérant qui voulait qu'ils changent d'emplacement, ils restèrent calmement à leur place jusqu'à l'arrivée de la police.
Refusant d'obtempérer aux demandes de dispersion, ils furent arrêtés par la police et inculpés pour "trouble à l'ordre public".
Ils furent défendus par la NAACP (National Association for the Advancement of Colored People) mais également par l'administration Kennedy, qui se porta partie civile à leurs côtés.

## Jugement
La décision de la Cour fut adoptée par neuf voix à zéro, en faveur des étudiants de la Southern University. Elle est motivée en référence au 14e amendement, et stipule à cet égard que l’État de Louisiane a violé son obligation de "due process", tout en précisant qu'il n'avait pas été démontré que le comportement des étudiants dans le restaurant était de nature à troubler l'ordre public.
Dans ses attendus, le Juge John Marshall Harlan avait également comparé les sit-in non violents à une forme d'expression non verbale couverte par les lois concernant la liberté d'expression.
En 1964, le Civil Rights Act a finalement rendu illégales "les discriminations basées sur la race, la couleur, la religion ou l'origine, dans les hôtels, motels, théâtres, restaurants et tous les lieux accueillant le public".